# Flipproletar
Flipproletar er betegnelsen for en arbejder, som ikke er iført kedeldragt eller lignede beklædning, som benyttes ved fysisk arbejde, men i stedet en skjorte (deraf “flip”). Flipproletarerne siges at opfatte sig selv som værende højere stående i samfundet end den almindelige proletar.
Begrebet kom frem i 1930'erne.

## Eksterne Referencer
- Lockwood, David (1958). The Blackcoated Worker: A study in class consciousness.
- https://archive.org/details/blackcoatedworke0000lock
- Lockwood, David (1989). The blackcoated worker: A study in class consciousness. 2nd edition.
- www.bibliotek.dk .. Arkiveret 20. oktober 2022 hos  Wayback Machine.
- R.M. Blackburn (1990). Review: The Blackcoated Worker Revisited. Work, Employment & Society Vol. 4, No. 2 (June 1990), pp. 299-303.
- https://www.jstor.org/stable/23746584